# Protodiaspis cinchonae
Protodiaspis cinchonae är en insektsart som beskrevs av Mckenzie 1944. Protodiaspis cinchonae ingår i släktet Protodiaspis och familjen pansarsköldlöss.
Artens utbredningsområde är Bolivia. Inga underarter finns listade i Catalogue of Life.